# DJ Hell
DJ Hell   (Altenmarkt an der Alz, 6 de setembre de 1962) és un discjòquei alemany. Va començar a punxar música a la dècada del 1990 i és un dels artistes d'electrònica alemanys més populars a nivell internacional.

## Discografia
- Geteert & Gefedert (Disko B)

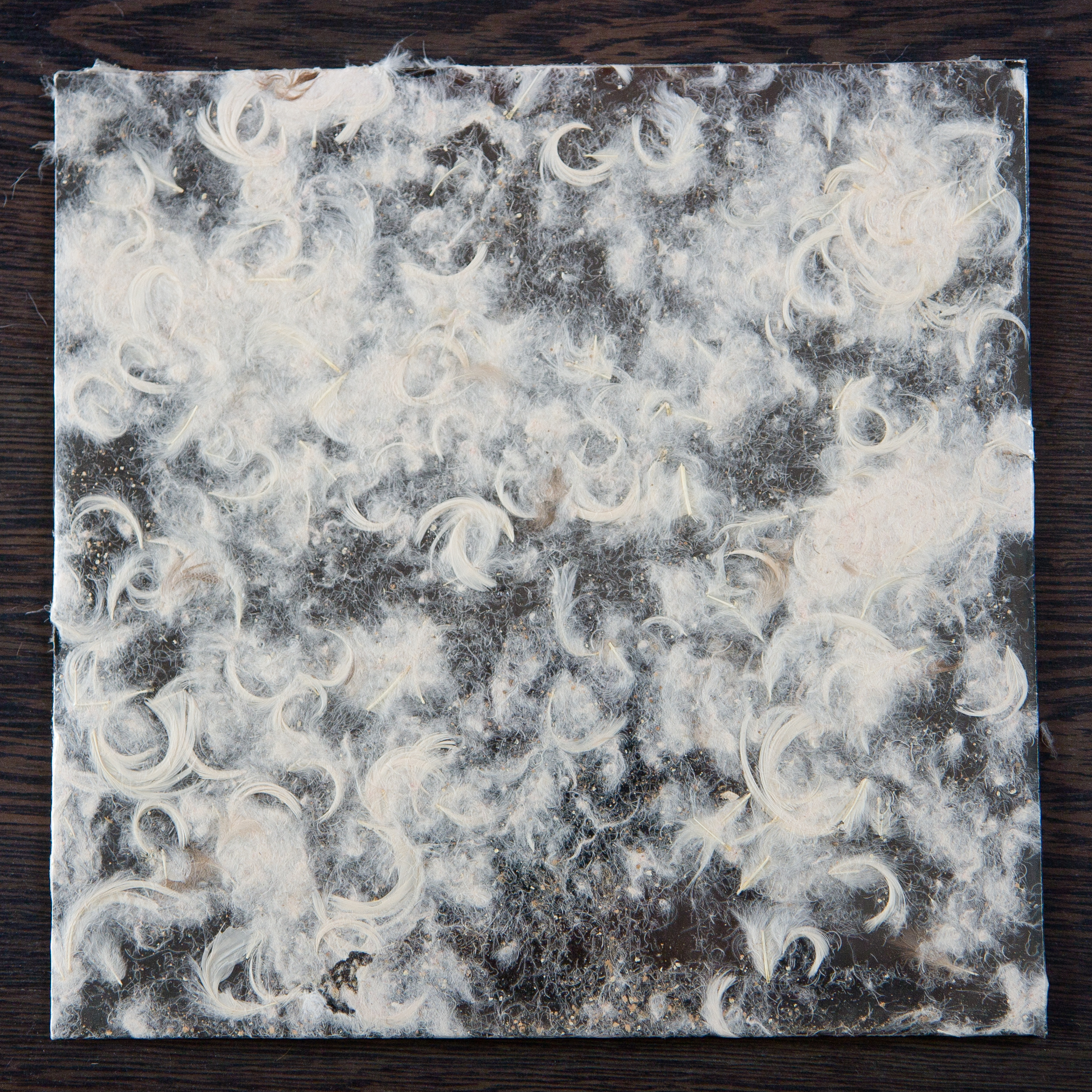
Portada de Geteert & Gefedert

- Mixes Of Gary Numan Vol. 2 (Random Records)
- Repassion (International Deejay Gigolo Records)
- My Definition Of House Music (R&S)
- Red Bull From Hell EP (Disko B)
- Sprung Aus Den Wolken / Butter Säure (Kickin Records)
- Three Degrees Kelvin / Like That! (Magnetic North)
- Ultraworld EP Vol. 1 (Disko B)
- Allerseelen (Disko B)
- Albino EP (Disko B)
- Original Street Techno (Disko B)
- Totmacher (Disko B)
- Totmacher Interpretationen (Disko B)
- Munich Machine (V2 Records, Inc.)
- Suicide Commando (V2 Records, Inc.)
- Copa (Disko B)
- Rock My Body To The Beat (International Deejay Gigolo Records)
- Keep On Waiting (International Deejay Gigolo Records)
- N.Y. Muscle (2003, Motor Music)
- Listen To The Hiss feat. Alan Vega (International Deejay Gigolo Records)
- Je regrette Everything feat. Billy Ray Martin International Deejay Gigolo Records)
- Best of Hell (International Deejay Gigolo Records)
- Fun Boy (International Deejay Gigolo Records)
- Teufelswerk (2009, International Deejay Gigolo Records)[5][6]
- Teufelswerk House Remixes Part I (2011, Embassy of Music)
- Teufelswerk House Remixes Part II (2012, Embassy of Music)